# Condensación de Dieckmann
La condensación de Dieckmann es la reacción química intramolecular de un compuesto orgánico que cuenta con dos grupos éster en presencia de base para dar un β-cetoéster. Es el equivalente intramolecular de la condensación de Claisen. Es nombrada por el químico alemán  Walter Dieckmann (1869–1925). 
La formación de anillos de 5 o 6 átomos de carbono es más favorable.

## Mecanismo de reacción
| Animation zum Reaktionsmechanismus der Dieckmann-Kondensation |
| animación                                                     |